# بندیکت دوم
پاپ بندیکت دوم (به انگلیسی: Benedict II) یکی از پاپ‌های کلیسای کاتولیک رم (درگذشت ۸ مه۶۸۵)بود که از ۶۸۴ تا ۶۸۵ میلادی پاپ بود.